# Gentianopsis virgata
Gentianopsis virgata är en gentianaväxtart som först beskrevs av Constantine Samuel Rafinesque, och fick sitt nu gällande namn av Josef Holub. Gentianopsis virgata ingår i släktet strandgentianor, och familjen gentianaväxter.

## Underarter
Arten delas in i följande underarter:
- G. v. victorinii
- G. v. virgata